# Jonathan Peel
Pour les articles homonymes, voir Peel.
Jonathan Peel est un général et homme politique britannique né le 12 octobre 1799 et mort le 13 février 1879.

## Jeunesse
Il est le cinquième fils de Robert Peel (1er baronnet) et de sa première épouse Ellen et par conséquent le frère cadet du premier ministre Robert Peel. Il fait ses études à Rugby.

## Carrière militaire
Après avoir commencé sa carrière en 1815 comme second lieutenant, il gravit les échelons de l'armée britannique pour finir Major général en 1854.

## Carrière politique
Peel commence sa carrière politique en se faisant élire à la chambre des communes comme député de Norwich en 1826. Il vote alors constamment avec le Parti Conservateur modéré, aide activement son frère Robert Peel dans la réalisation de ses réformes économiques. il remplit les fonctions d'Inspecteur Général de l'Artillerie de 1841 à 1846. Il est Ministre de la Guerre lors du second gouvernement Derby de 1858 à 1859. Lorsque Lord derby revient au pouvoir en 1866, Jonathan Peel reprend le portefeuille de la Guerre jusqu'en mars 1867 lorsqu'il démissionne à la suite de son refus de soutenir le projet de réforme électoral du gouvernement. Il continue alors à siéger à la Chambre des communes.